# مكتبة

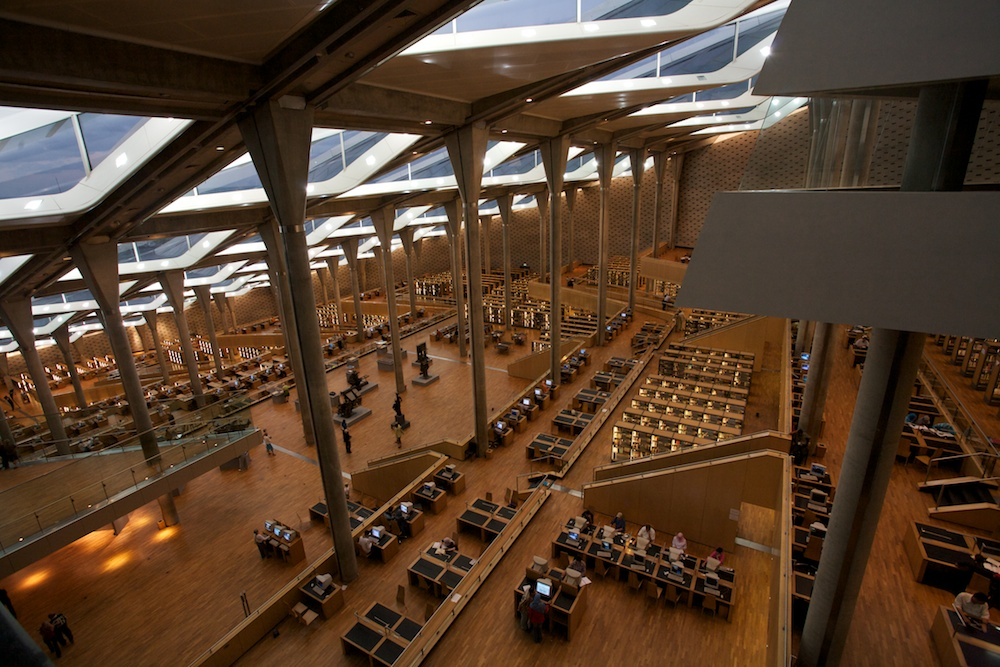
مكتبة الإسكندرية الحديثة.

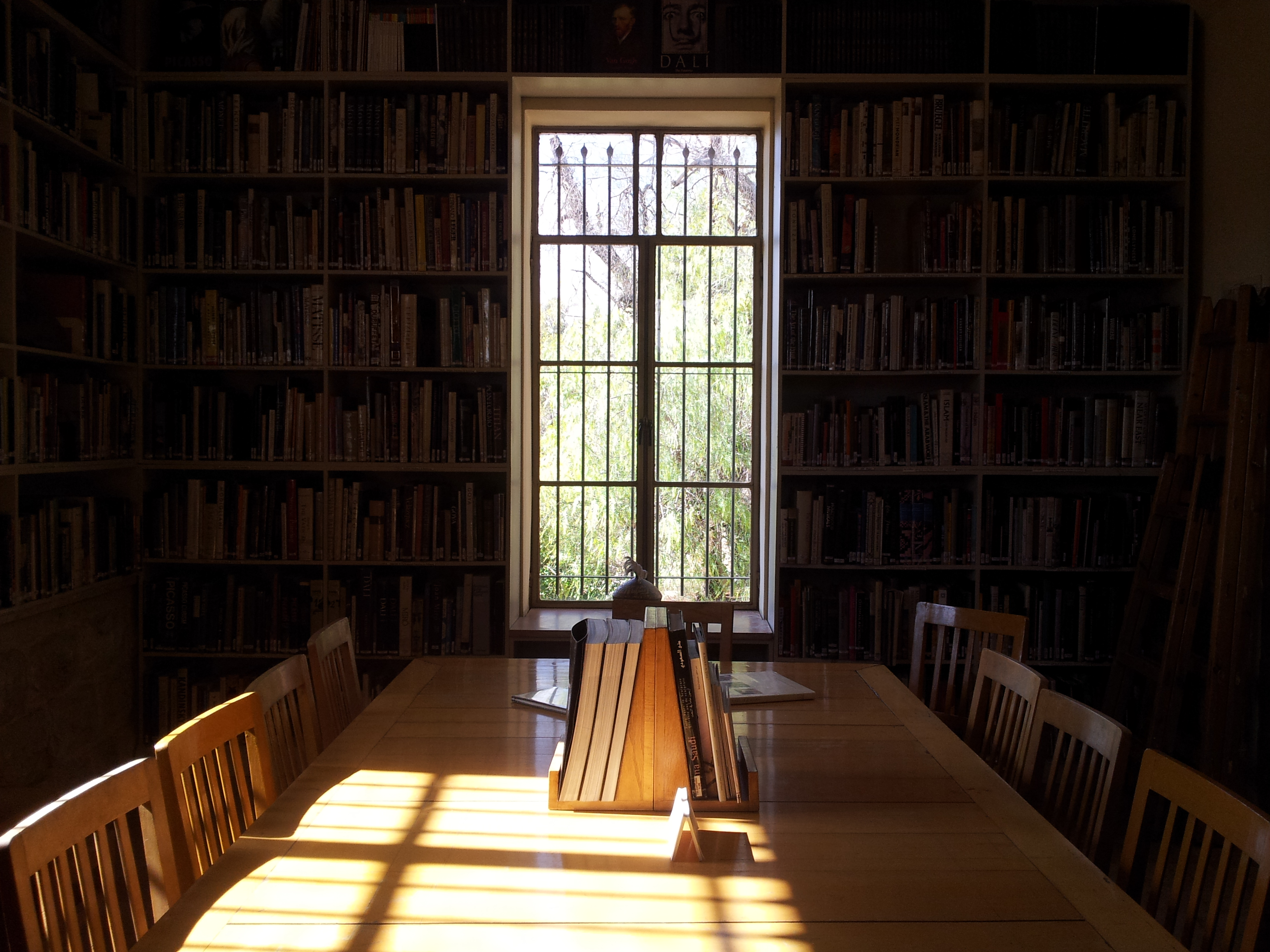
مكتبة صغيرة في دارة الفنون عمان.

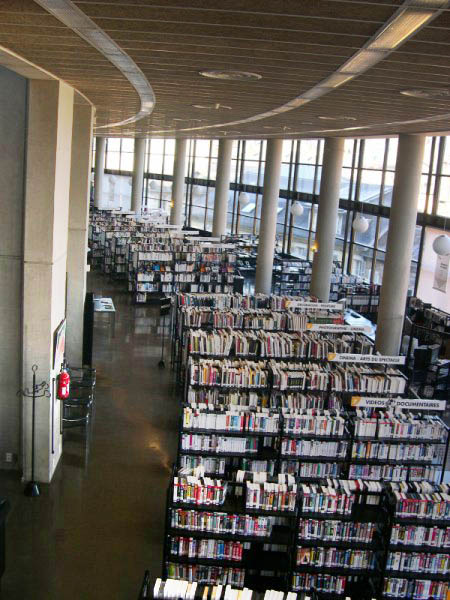
مكتبة ذات طراز حديث في تشامبيري

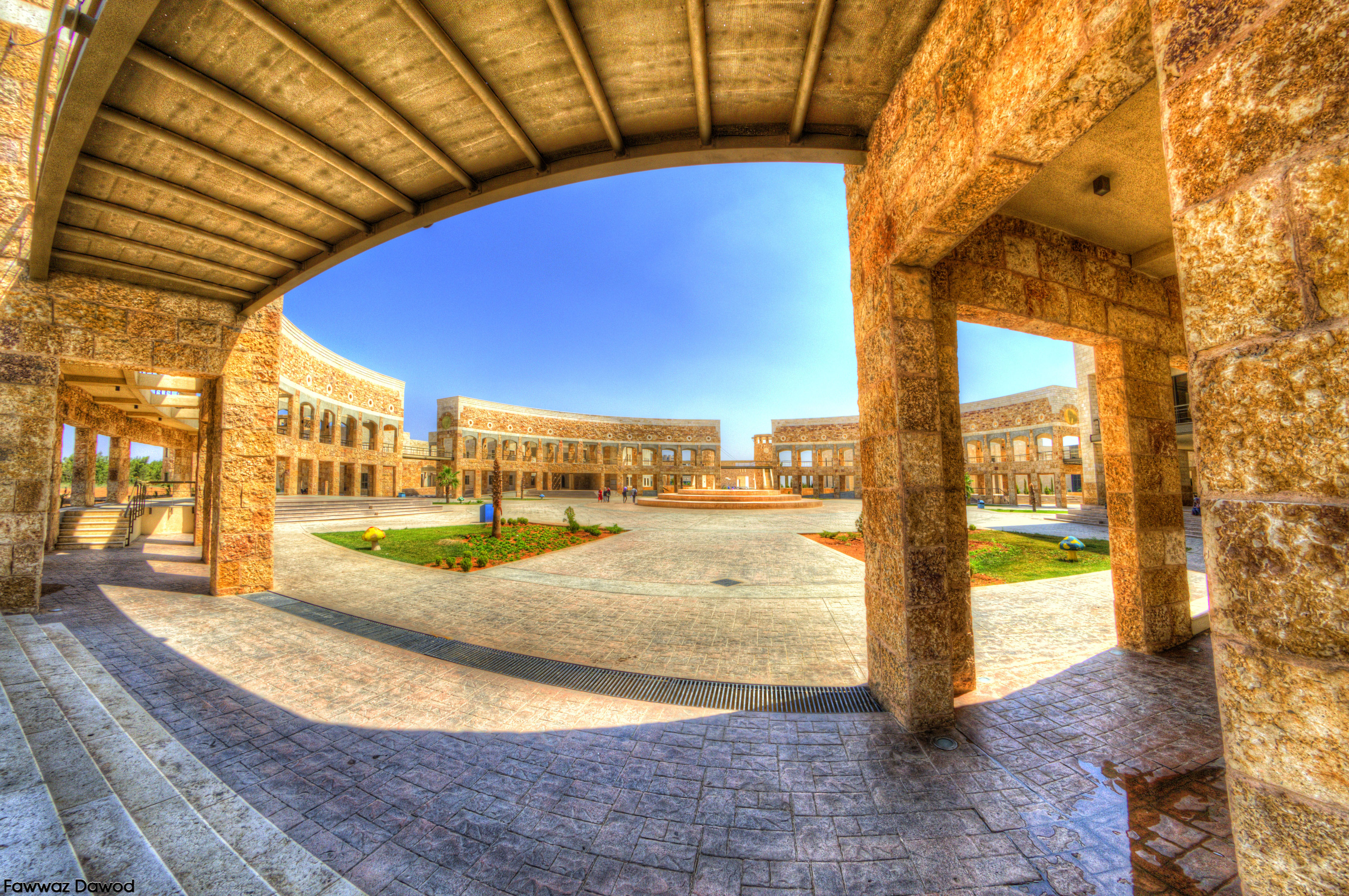
مكتبة جامعة العلوم والتكنولوجيا الأردنية.

المكتبة أو دار الكتب هي مجموعةٌ منظمةٌ من مصادر المعرفة تكون متاحةً لمجتمع معرّف من أجل البحث والاطلاع والاستعارة.
في المدلول الأوسع غالبا ما تتجاوز الكتب المطبوعة بمعناها الضيق فتضم الآن معها عددا كبيرا أو قليلاً من المواد الورقية الأخرى كالجرائد والنشرات وبقية الدوريات على اختلاف أنواعها وكذلك الخرائط والأطالس والرسمات الهندسية، كما أنها قد تضم أيضاً المخطوطات التراثية القديمة والمراسلات والمذكرات الحديثة وغيرها من المواد الورقية غير المطبوعة.
المكتبة هي تجميع لمصادر وخدمات المعلومات، منظمة للاستعمال ويتم رعايتها من قبل هيئة سياسية، مؤسسة أو أشخاص. بالمعنى التقليدي المكتبة هي، تعني مجموعة من الكتب. هذه المجموعة والخدمات يستخدمها الناس الذين لا يريدون أو لا يستطيعون شراء مجموعة موسعة لأنفسهم، الذين يحتاجون إلى مواد لا يعقل وجودها عند أحد، أو الذين يحتاجون إلى معاونة محترفة في بحثهم.
مع استخدام مواد في حفظ الكتب للتخزين، أصبحت المكتبات مكان آمن ومنطقة للحصول على الخرائط، والمطبوعات أو الوثائق الأخرى والأعمال الفنية من مواد التخزين المختلفة كالميكروفيلم، الكاسيت، الأقراص المضغوطة وشرائط الفيديو والدي في دي وتوفر تسهيلات عامة للوصول لأجهزة الحاسوب والولوج إلى شبكة الإنترنت. أي ان المكتبات الحديثة يمكن تعريفها بأنها مكان مفتوح للوصول إلى المعلومة بأشكالها المختلفة ومصادرها المتعددة. بالإضافة لتقديم المواد المنوعة، إنها تقدم خدمة المختصين في مجال تنظيم البحوث والبحث عن المعلومات وتحليل المعلومات من قبل أمناء المكتبة.
في الآونة الأخيرة، المكتبات أصبحت تتعدى حوائط المبنى بان تحتوي على مواد يمكن تحصيلها إلكترونيا، أو تزيد خدمات مساعد الأمناء في البحث وتحليل الكم الهائل من المعلومات بطرق رقمية متعددة.
مصطلح (مكتبة) أصبح لهُ معنى أخر (مجموعة من المواد النافعة للاستعمال العام).
وتتراوح المكتبات بالحجم من بضعة رفوف إلى بنايات كبيرة تضم مجموعات هائلة من مصادر المعرفة التي لا تقتصر على الكتب فقط وإنما أصبحت تشتمل على الخرائط والمطبوعات الدورية وشرائط الفيديو وغيرها من وسائل تخزين المعلومات الحديثة كالحواسيب وغيرها.

## أقسام المكتبة وخدماتها

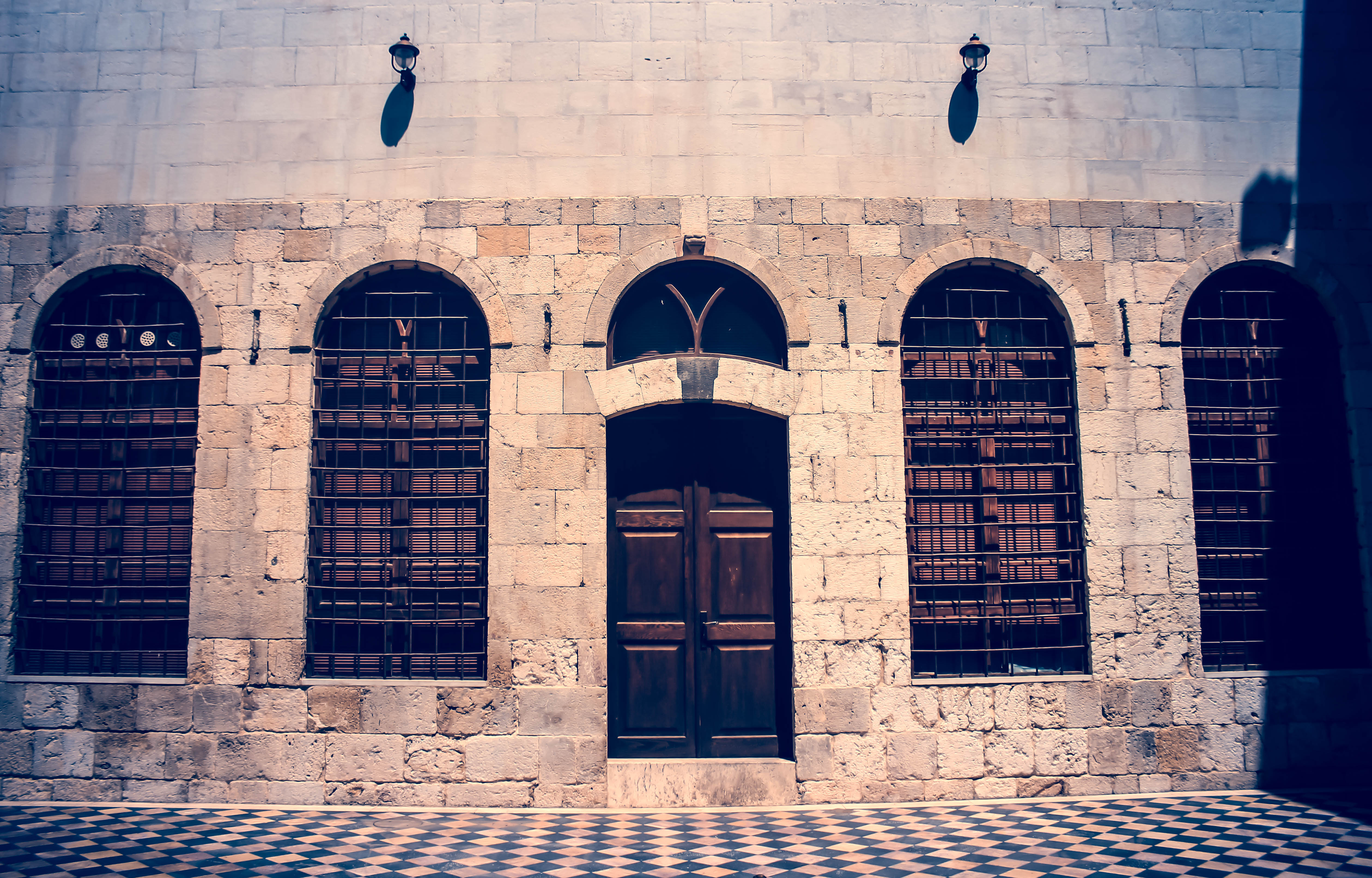
المكتبة الظاهرية بدمشق

### قسم التزويد
التزويد من أهم أقسام المكتبة الذي يزودها بالكتب والمصادر بمختلف أنواعها وغالباً يكون بالشراء أو الإهداء أو التبادل ولذلك لابد أن توكل هذه المهمة للمختصين والمثقفين الذين تُعيّنهم المكتبة.

### قسم التسجيل
وتقوم على مهمة تسجيل الكتب والمواد الجديدة المستلمة وتسجيلها وجعلها جاهزة لوضعها في الارفف.
وغالبا يتبع التسجيلات التالية:
- سجل الكتب : وهو أساسي لتسجيل المواد التي ترد إلي المكتبة أول مرة حسب تاريخها وإعطائها رقم مسلسل لها
- سجل الفهارس : وذلك بتسجيل المواد الواردة في فهارس المكتبة المختلفة حسب النظام المتبع في المكتبة
- التصنيف : تسجيل تصانيف الكتب والمواد وإعطائها رقم التصنيف المناسب للموضوعات حسب نظام التصنيف في المكتبة لتسهيل معرفة المكان المناسب لها في الارفف
- الختم : من المتعارف عليه كل كتاب يختم كل كتاب بختم خاص بالمكتبة

### الفهرسة والتصنيف
يعتبر هذا القسم أكبر أقسام المكتبات وأهمها وهي من أكثر الأعمال الفنية المهمة ويقصد منها الحصول على المواد المطلوبة بأقصر وقت وأقل جهد

### الإعارة
وهي لأجل الاستفادة القصوى من مصادر المعلومات بالنسبة للباحث، حيث تكون الإعارة داخلية بحجز الكتاب لفترة معينة داخل المكتبة أو إخراج الكتاب خارج المكتبة فترة معيدة، وهذا كله يرجع للنظام المتبع في المكتبة.

## أنواع المكتبات

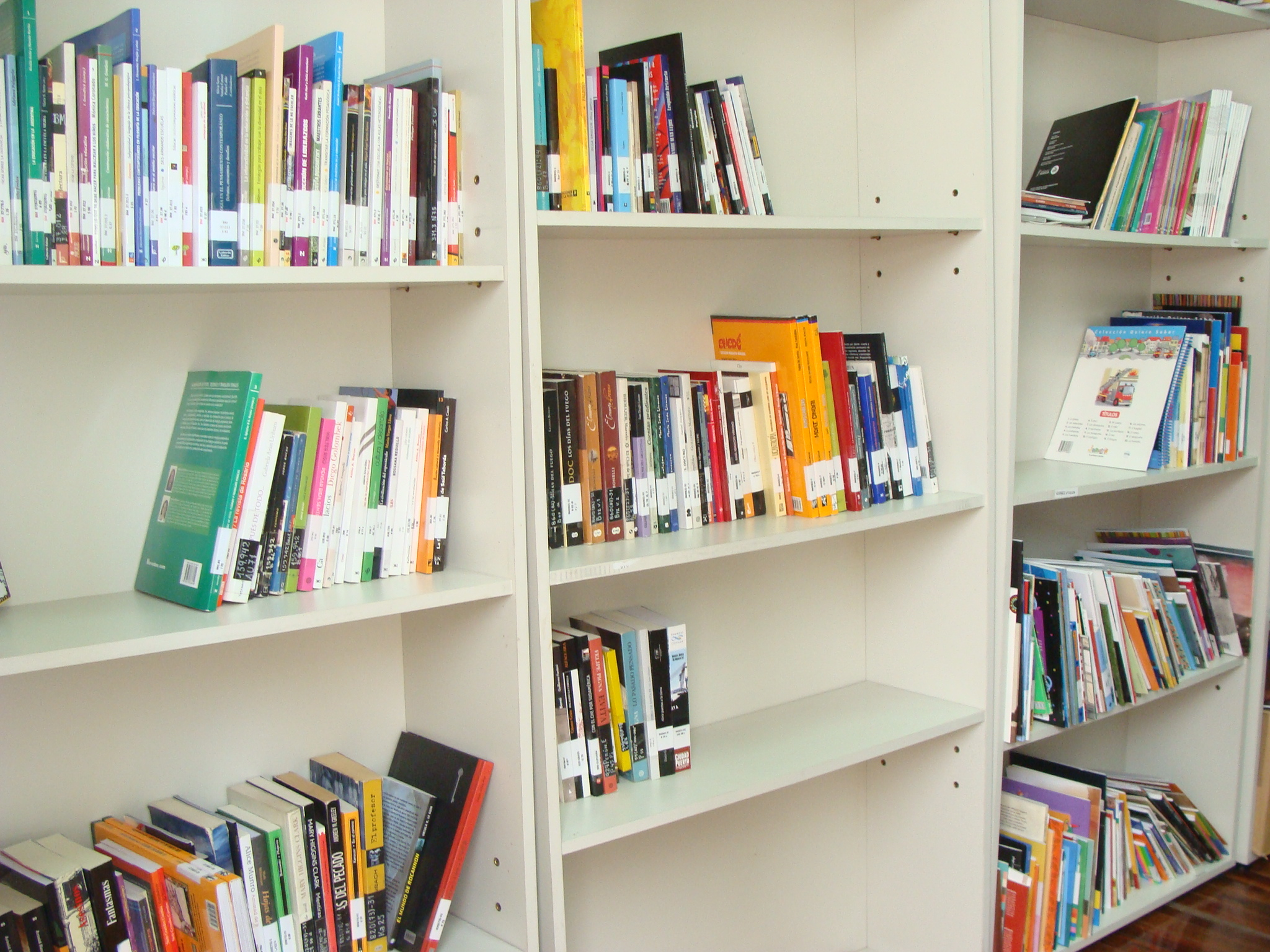
مكتبة مصنفة فيها الكتب حسب النوع

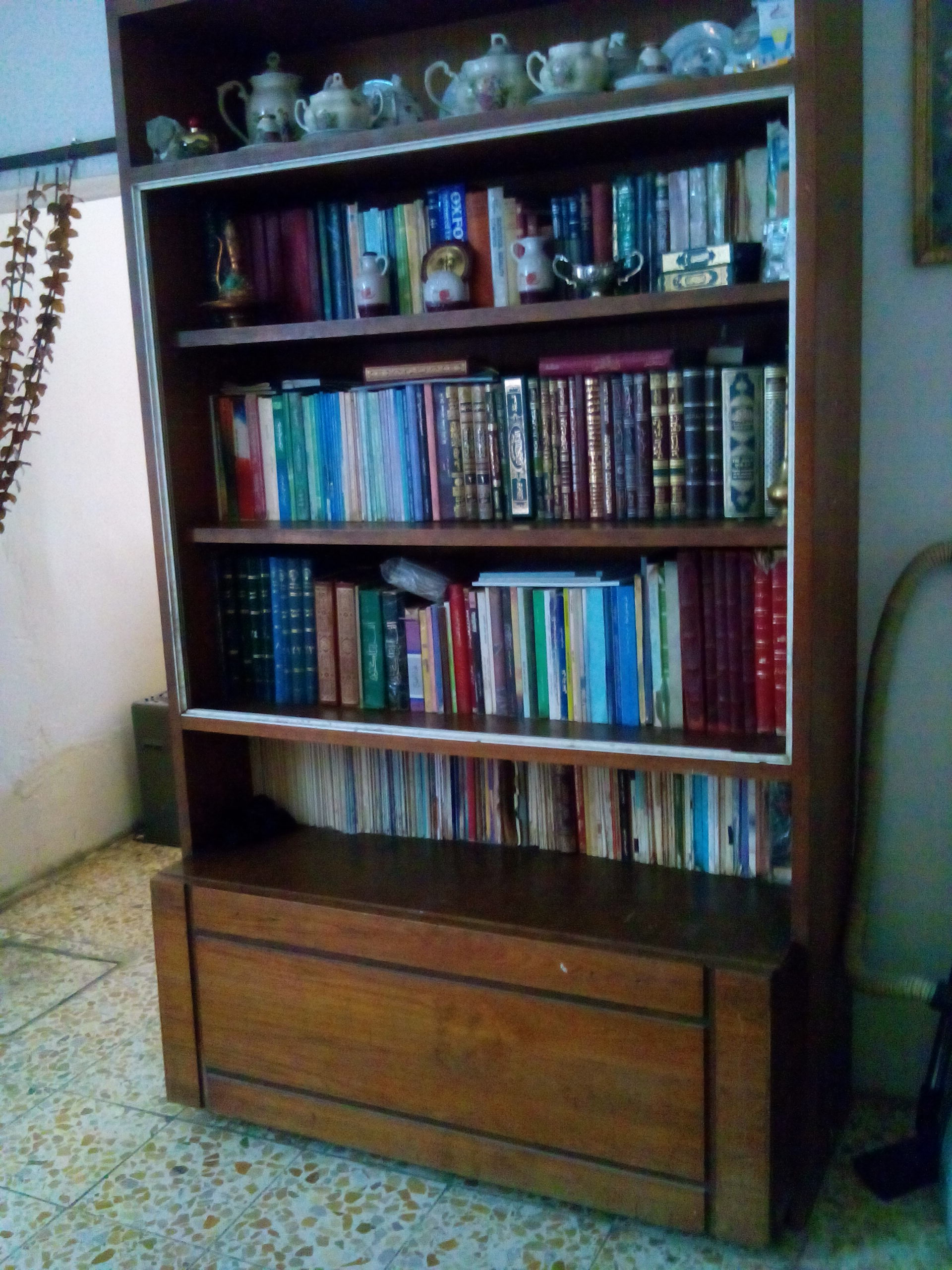
مكتبة شخصية في منزل.

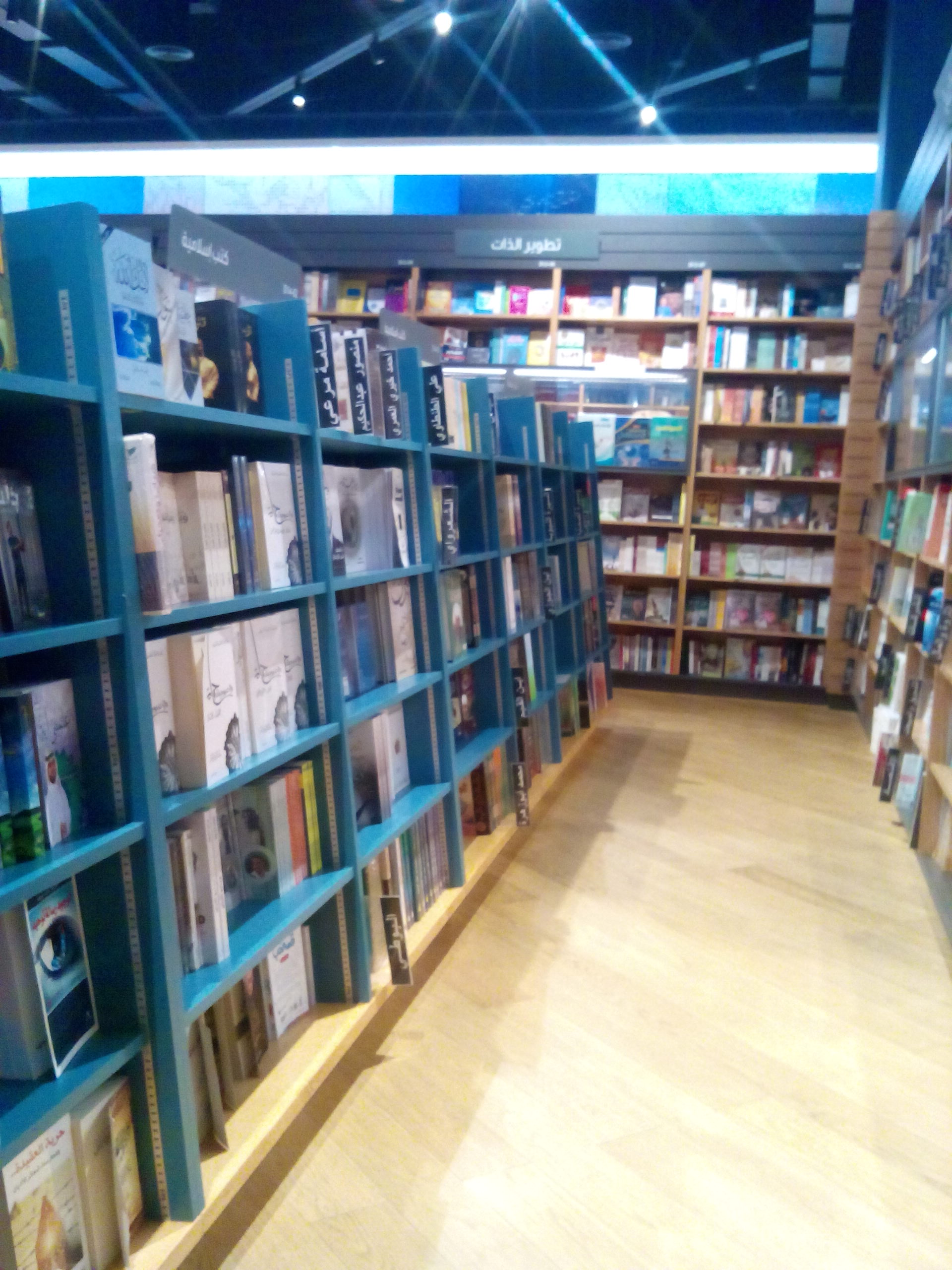
مكتبة ومتجر في دبي فيهِ الكتب مرتبة على رفوف مصنفة حسب نوعها للبيع

1. المكتبة الوطنية: هي مكتبات تؤسسّها الدولة، وتتبع قاعدة الإيداع القانوني في جمعه للتراث الفكري الوطني، ويضع الإيداع القانوني شرطاً على دار النشر أو المؤلف أو المطبعة بتوفير أكثر من نسخة للمنشور في المكتبة الوطنية بالمجان، ويأخذ كل منشور رقماً خاصاً للإيداع، ويشار إلى أن المكتبة الوطنية تمنع الاستعارة الخارجية لكتبها.
2. المكتبة العامة: وهي المكتبة التي تخدم المواطنين كافة دون استثناء، ولا تضع أي قيود على ممتلكاتها، وتوفر مصادر المعلومات بجميع أشكالها وأنواعها.
3. المكتبة المتخصّصة: تهتم هذه المكتبة بحقل واحد من حقول المعرفة، وتُعنى بإثراء رفوفها بالمعلومات ومصادرها بكل أشكالها فيما يتعلق بحقل واحد فقط، وتكون غالباً تابعة لمؤسسة أو منظمة، وتقدّم المعلومات فيما يتعلق بنشاط هذه المؤسسة وأهدافها العلمية أو الاقتصادية أو الإنتاجية.
4. المكتبة المدرسية: تدرج وزارة التربية والتعليم المكتبات من المرافق الأساسيّة في المدارس، وذلك لخدمة الطلبة وتشجيعهم على القراءة والمطالعة، وتضع بين يدي الطلبة مصادر المعلومات المطبوعة وغير المطبوعة، وكما توجّه الوزارة معلميها إلى تعليم الطلبة على استخدام المكتبة ومقتنياتها.
5. المكتبة الخاصة: يُعتبر هذا النوع من أقدم أنواع المكتبات، وتؤسّسها العائلات في منازلها، وكانت في العصور الماضية المكتبات الخاصة مرتبطة بالحكام والملوك.
6. المكتبة الجامعيّة: تسخّر الجامعات عملها ومصادر معلوماتها لإثراء التعليم الجامعيّ، وخدمة البحث العلمي الذي يعتمد على تنمية مهارات الطالب وقدراته العلمية واتجاهاته، وتغطي الكتب الموجودة في المكتبات الجامعية كافة التخصصات التي تغطيها الجامعة.
7. مكتبة الأطفال: تهتمّ هذه المكتبة بالطفل وتنمية قدراته لصقل شخصيّته الثقافية، وغرس حب القراءة لدى الأطفال، وتوفر مصادر وأوعية معلومات مطبوعة وغير مطبوعة.
8. المكتبة المتنقلة: ظهرت فكرة المكتبات المتنقلة كوسيلة لتوسيع نطاق الثقافة، وإيصال المعلومات ومصادرها إلى أبعد نقطة حول العالم، وتعّد هذه المكتبات تطوّراً للمكتبات التقليدية، ويُستخدم هذا النوع لتقديم الخدمات المكتبية والمعلوماتية للمناطق الخالية من المكتبات العامة.
9. مكتبة المسجد: وهي المكتبات الموجودة في المساجد ويكاد لا يخلو مسجد من مكتبة، ويضم هذا النوع من المكتبات المصاحف وكتب الحديث النبوي الشريف وكتب السيرة وكتب الفقه وغيرها من الكتب الدينية.
10. مكتبة ناطقة.
11. مكتبة أطفال.

## المكتبات على الشبكة العالمية
منذ بدأت الإنترنت سعى الخبراء لوضع مكتبات إلكترونية لتسهيل الوصول إلى المعلومات ونشرها؛ والإنترنت في حقيقتها مكتبة ضخمة.
هنالك مئات الآلاف من المكتبات التي تذكر على الإنترنت، أو لها صفحات معرفة عنها، وتصنف المكتبات حسب العنوان أو حقل التخصص (مكتبات حقوقية، مكتبات طبية، مكتبات صور)
أنواع المكتبات على الشبكة
ويجب التفريق بين أنواع المكتبات التي تذكر على الشبكة العالمية فمنها:
مكتبات لها صفحة عرض دعائية أو تعريفية فقط ؛ فلا يمكن بحث محتواها أو الحصول على كتاب ورقي أو إلكتروني منها.
مكتبات شبه تقليدية تتعامل مع روادها على الشبكة؛ فتعرض فهرسها وترسل الكتاب الورقي، وغالباً ما توفر مثل هذه الخدمة الجامعات والمؤسسات التعليمية الأخرى، وكذلك بعض المكتبات العامة.
مكتبات رقمية - أو إلكترونية - حقيقية ؛ يمكن البحث ضمنها وتحميل المعلومات مباشرة إلى حاسب المتصفح إما كصفحة ويب، أو كنص مجرد، أو ملف ورد، أو ملف أكروبات PDF (ويمتاز الملف النصي بصغر حجمه وبالتالي سرعة تحميله، فيما يمتاز ملف الأكروبات بأناقته وإمكان ضبط محتواه بأكثر من اعتبار).
فائدة استعمال المكتبات المتوفرة على الشبكة في التعليم:
إن مهارات البحث ومعرفة استعمال المكتبة الورقية التقليدية والمكتبة الموجودة على الإنترنت (والإنترنت نفسها في حقيقة الأمر) مهارات متشابهة، وهي ضرورية في ممارسة التعليم في كل المجالات والمناهج التعليمية. والتدرب على استعمال آلاف المكتبات على الشبكة العالمية ينمي مهارات أساسية كالبحث والأرشفة والمهارة اللغوية والتحليل والتقييم.
شروط استعمال المكتبات الإلكترونية:
تتطلب بعض المكتبات رسوماً للاشتراك، وبعضها الآخر مجرد التسجيل، أو قد لا تطلب أي شرط.
فمكتبات الانتساب قد تطلب رسماً سنوياً، أو عضوية في إحدى الجامعات أو المؤسسات التعليمية.
أما المكتبات المجانية فلا تطلب أية شروط للاستخدام؛ وعادةً ما تنشر ما ليس له حقوق استخدام كما في مشروع غوتنبرغGutenberg Project وهو مشروع مكتبة مفتوحة تضم الكثير من الكتب التي انتهت براءة اختراعها. [ويوجد بعض المكتبات أو المنتديات التي تنشر مواداً وكتباً دون مراعاة للحقوق]

## الحاجة إلى موقف إيجابي

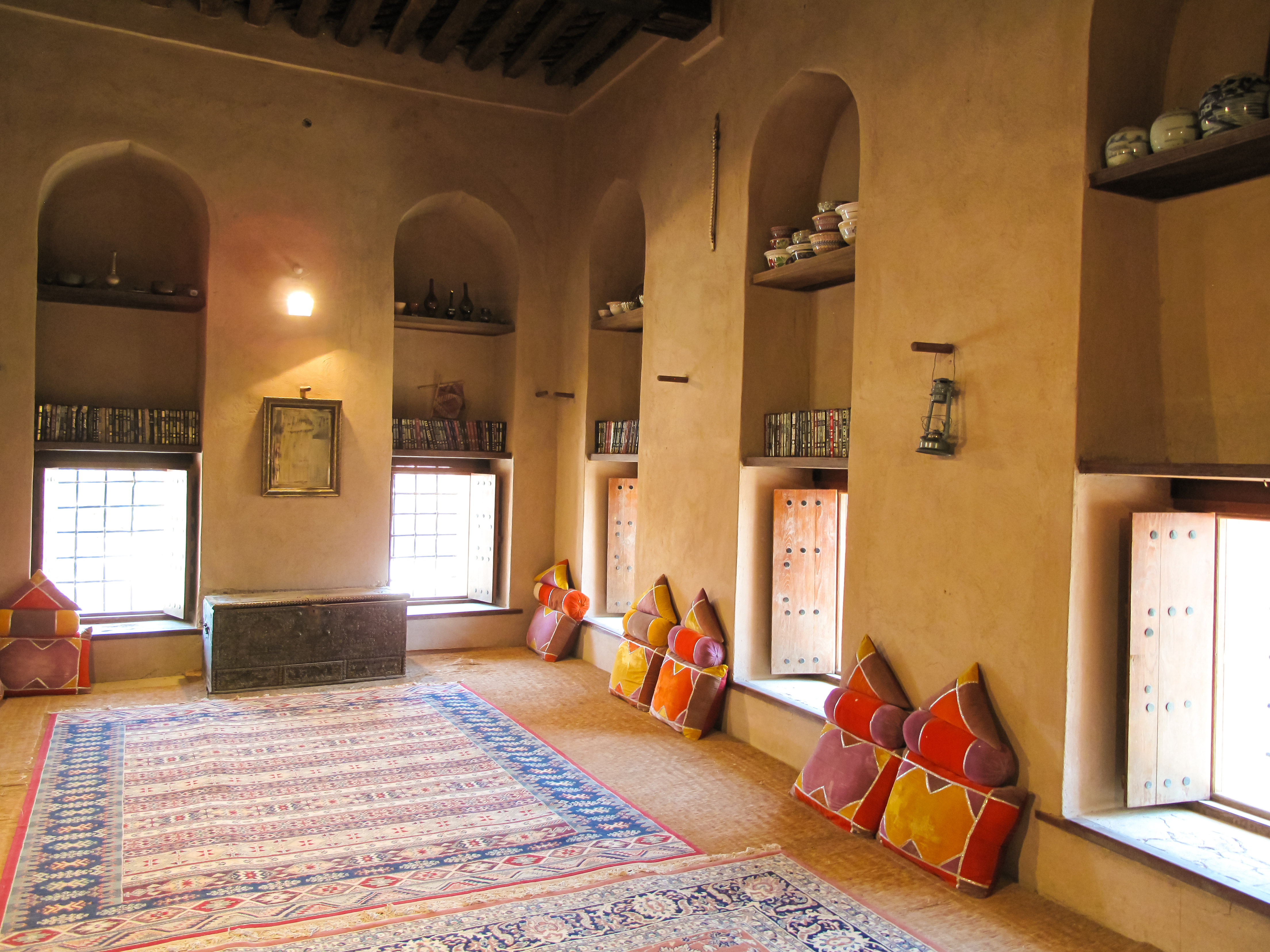
مكتبة حصن نزوى العُماني

من الممكن أن تساهم المدارس والجامعات والمؤسسات العلمية بزيادة الثروة من المعلومات المتوفرة باللغة العربية على الشبكة العالمية وذلك عبر مشاريع تشجع الطلاب الأفراد ومجموعات حلقات البحث.على ترجمة ما هو متوفر من النصوص الهامة إلى اللغة العربية لوضعها في المواقع التي تعتمد العربية أو لإنشاء نواة مكتبات تعليمية (فرغم اعتماد اللغة العربية عالمياً نجد معظم النصوص الدولية - ومنها نصوص منظمة الصحة العالمية وغيرها - لا يتوفر منها إلا جزء يسير باللغة العربية) ومن الممكن مثلاُ وضع وظائف تعليمية تهدف إلى زيادة القسم العربي في موسوعة ويكيبيديا المجانية مثلاً، أو تشجيع الطلاب لإنشاء مواقع مبسطة تحوي معلومات مفيدة.

## وصلات خارجية
- المكتبات في البلاد والعالم، في موقع المكتبة الوطنية الإسرائيلية